# Kōdō-ha
Kōdō-ha (jap. 皇道派 Kōdō-ha; pol. Stronnictwo Cesarskiej Drogi, Ugrupowanie Cesarskiej Drogi lub Frakcja Cesarskiej Drogi) – japoński ruch ultranacjonalistyczny wewnątrz Cesarskiej Armii Japońskiej. Istniała w latach 1930–1945.

## Historia
Kōdō-ha w większości składała się z młodych oficerów Cesarskiej Armii o poglądach nacjonalistycznych. Głównymi założycielami i jej ideologami byli Sadao Araki i Jinzaburō Masaki. Obok Tōsei-ha (jap. 統制派, „Stronnictwo Kontroli”), była najsilniejszą grupą polityczną wewnątrz gunbatsu (軍閥), czyli kliki japońskich militarystów.
26 lutego 1936 roku członkowie Kōdō-ha, wraz z młodymi oficerami, przeprowadzili nieudaną próbę przewrotu wojskowego (tzw. Incydent z 26 lutego), zabijając przy tym kilku czołowych członków rządu. Celem przewrotu było obalenie demokracji i wprowadzenie dyktatury wojskowej. Jednak cesarz Hirohito nie poparł żądań zamachowców. Większość zamachowców poniosła karę śmierci, co osłabiło organizację.
W okresie II wojny światowej Kōdō-ha odegrała dużą rolę w tworzeniu japońskich planów ekspansji. Był z nią związany m.in. premier Kuniaki Koiso, pełniący urząd premiera w latach 1944–1945, po odejściu ze stanowiska Hidekiego Tōjō. 
Stronnictwo Cesarskiej Drogi przestało istnieć wraz z kapitulacją Japonii w 1945 roku.

## Ideologia
Kōdō-ha głosiła hasła nacjonalistyczne, mocarstwowe i militarystyczne. Odrzucała demokrację i dążyła do wprowadzenia rządów po części opartych na zachodnich wzorcach faszystowskich oraz siogunatu, starego systemu rządów wojskowych i utworzenia w Japonii państwa totalitarnego. Cesarz jako „wcielenie boga na ziemi”, według teoretyków z Kōdō-ha, miał panować nad Japonią, lecz główną rolę w sprawowaniu władzy mieli mieć wojskowi.